# Grov (Troms)
Pour les articles homonymes, voir Grov.
Grov est une localité du comté de Troms, en Norvège.

## Géographie
Administrativement, Grov fait partie de la kommune de Skånland.